# Bio Drakstaden
Bio Drakstaden, tidigare Filmstaden Sundsvall, är en biograf som ligger på Esplanaden, Södermalm, Sundsvall. Bio Drakstaden ägs av Föreningen Folkets Hus & Park Sundsvall.
Biografen öppnades 1977 med namnet ”Folkan” i och med dess placering i Folkets hus i Sundsvall. 1986 utökades biografen med 5 salonger och fick i samband med detta namnet, Filmstaden Sundsvall. 1993 tillkom salong 7. Sedan 1997 har biografen 8 salonger med sammanlagt 1064 sittplatser som namngivits efter biografer som tidigare funnits i Sundsvall.
2020 avslutades samarbetet med SF Bio, och i samband med detta bytte biografen namn till Bio Drakstaden.